# 虫嫌い
虫嫌い（むしぎらい、Entomophobia）とは、昆虫に対する過剰な嫌悪感や恐怖心であり、『精神障害の診断と統計マニュアル』の第5版（DSM-V）では明確な「恐怖症」と定義している。「昆虫恐怖症」とも。蜂、蟻、鱗翅目（蛾や蝶）に対する嫌悪感も含まれる。ジェフリー・ロックウッド (Jeffrey Lockwood) によれば、アメリカ国民の6%はこの恐怖症を抱えているという。昆虫恐怖症は、虫にまつわる怖い体験をし、「昆虫は危険な存在」との認識が芽生えることで発現する。蝶を有毒な存在と見なせば、蝶には近づかないようにするほか、取れる手段は選ばない。
昆虫恐怖症は、その人がその昆虫にまつわる心的外傷を体験したあとに発現する可能性がある。人生の段階において、早いか遅いかを問わずに発現し、動物恐怖症 (The Animal Phobia) にも関係している。ある特定の種類の昆虫に対する恐怖が原因で、昆虫恐怖症はその人の行動に影響を及ぼす。特定の種類の昆虫に遭遇する可能性があれば、その状況を回避しようとする。認知行動療法 (Cognitive behavioral therapy) は虫嫌いに対する効果的なやり方と見なされている。